# USS Bunker Hill (1943)
De USS Bunker Hill (CV-17) was een vliegdekschip van de Amerikaanse marine uit de Essexklasse, dat tijdens de Tweede Wereldoorlog werd ingezet in de strijd in de Stille Oceaan. Het werd uit dienst genomen in januari 1947. Het is het tweede oorlogsschip dat werd genoemd naar de Slag om Bunker Hill van 17 juni 1775 in de Amerikaanse Onafhankelijkheidsoorlog.

## Geschiedenis
De kiel van het schip werd gelegd op 15 september 1941 op de scheepswerf Fore River Shipyard in Quincy (Massachusetts). De tewaterlating volgde veertien maanden later, op 7 december 1942. Het schip werd op 24 mei 1943 in dienst genomen.
De USS Bunker Hill werd voor het eerst ingezet in de strijd in de Stille Oceaan bij de aanval op Rabaul op 11 november 1943 en bij de strijd om de Gilberteilanden. In 1944 nam de Bunker Hill deel aan de aanvallen op de Marianen en Palau, bij de Carolinen, Okinawa, Luzon en Formosa. Ze maakte deel uit van de Amerikaanse vloot die de Japanse Keizerlijke Marine versloeg in de slag van de Filipijnse zee in juni 1944.

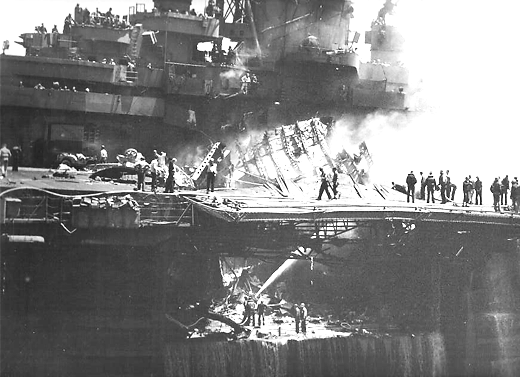
De Bunker Hill na de kamikaze-aanval in mei 1945

Aan het eind van 1944 werd het schip gedurende twee maanden opgeknapt en gemoderniseerd in Bremerton (Washington). Ze keerde aan het eind van januari 1945 terug aan het front, dat zich inmiddels naar de Japanse hoofdeilanden verplaatste. Het vliegdekschip werd ingezet bij de strijd om Iwo Jima. Vliegtuigen van de Bunker Hill vielen ook doelwitten op Honsjoe, de Nansei-eilanden en Okinawa aan. Bij de slag om Okinawa slaagden twee Japanse kamikaze-piloten erin om vlak na elkaar de USS Bunker Hill te raken. Bij deze aanval kwamen 372 bemanningsleden om en werden 264 anderen verwond.
Het vliegdekschip was zodanig zwaar beschadigd dat het moest terugkeren naar Bremerton en pas in september 1945, na het einde van de oorlog weer ingezet kon worden. Tijdens Operatie Magic Carpet bracht het tot januari 1946 Amerikaanse troepen terug naar de Verenigde Staten. Daarna keerde het naar Bremerton terug en werd het aan de reservevloot toegewezen. In de daaropvolgende jaren werd de rol van het schip een aantal malen gewijzigd. In oktober 1952 werd het de CVA-17; in augustus 1953 CVS-17 en in mei 1959 AVT-9, wat betekende dat het als een vliegtuigtransportschip werd ingedeeld.
In november 1966 werd het schip uit het register van de Amerikaanse marine geschrapt. Het werd echter nog niet meteen ontmanteld. In de haven van San Diego werd het gebruikt om nieuwe elektronische apparatuur te testen. Pas in mei 1973 werd de USS Bunker Hill verkocht om verschroot te worden.